# Rådhusapoteket

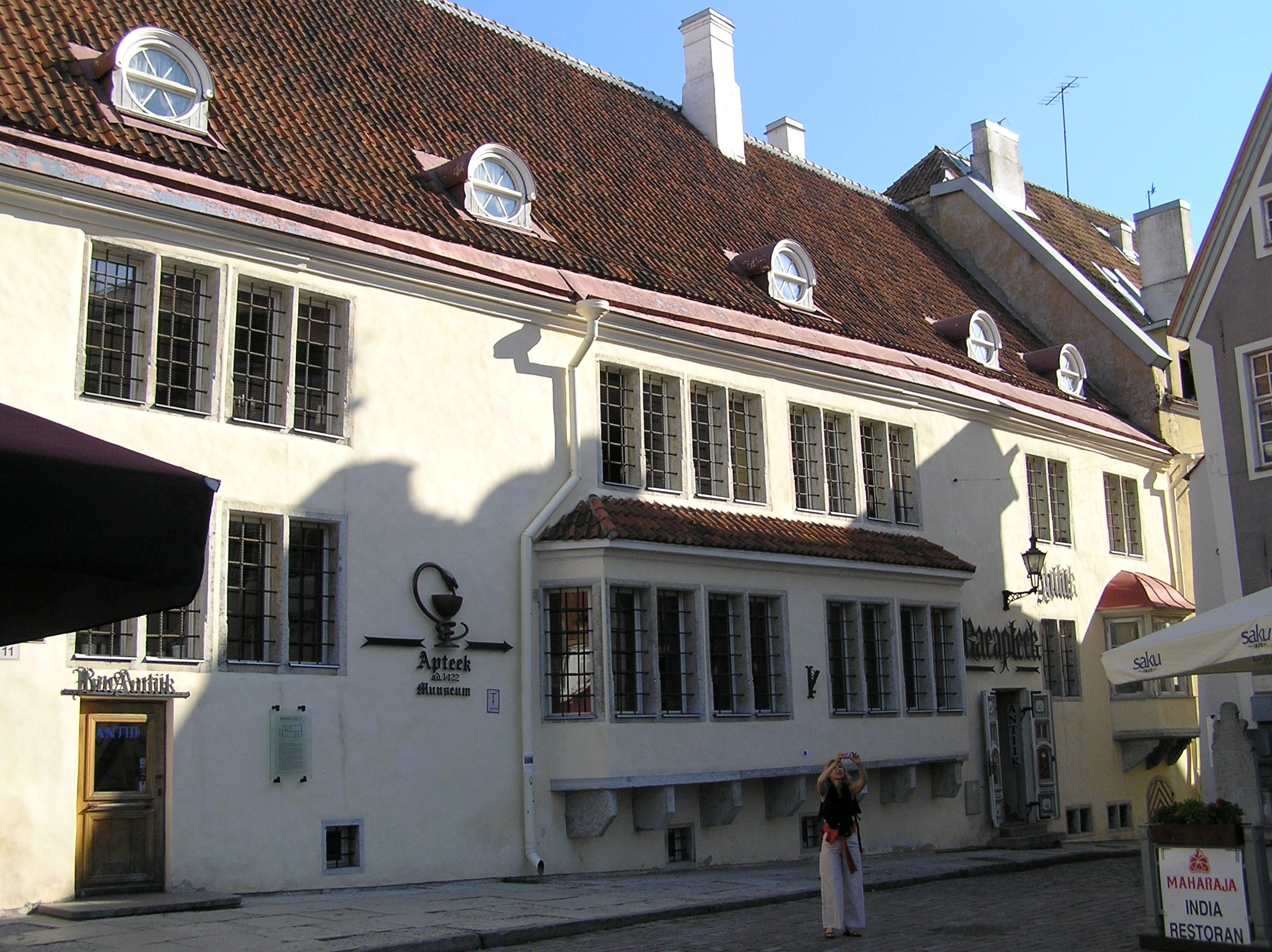
Rådhusapoteket

Rådhusapoteket (på estniska Raeapteek) är en byggnad som uppfördes i Tallinn under 1400-talet, och där apoteksverksamhet har bedrivits sedan dess, vilket gör det till ett av Europas äldsta apotek som kontinuerligt har funnits på samma plats. Apoteket finns dokumenterat tillbaka till 1422, men kan ha öppnat redan 1415.